# كورناي (الأردين)
كورناي هي بلدية فرنسية تقع في إقليم الأردين في منطقة غراند إيست. 

## الأماكن والمعالم الأثرية

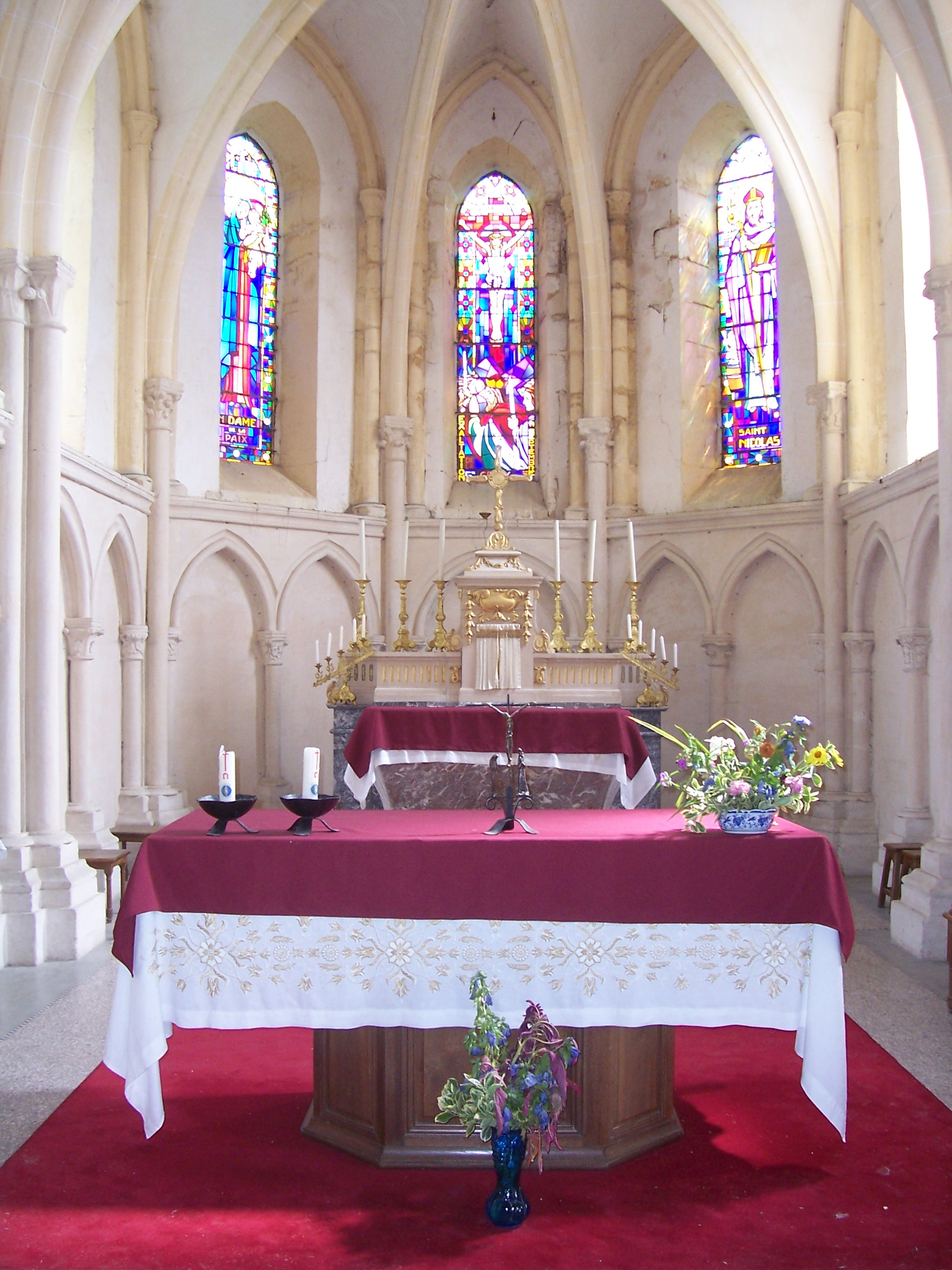
كنيسة القديس نيكولا.

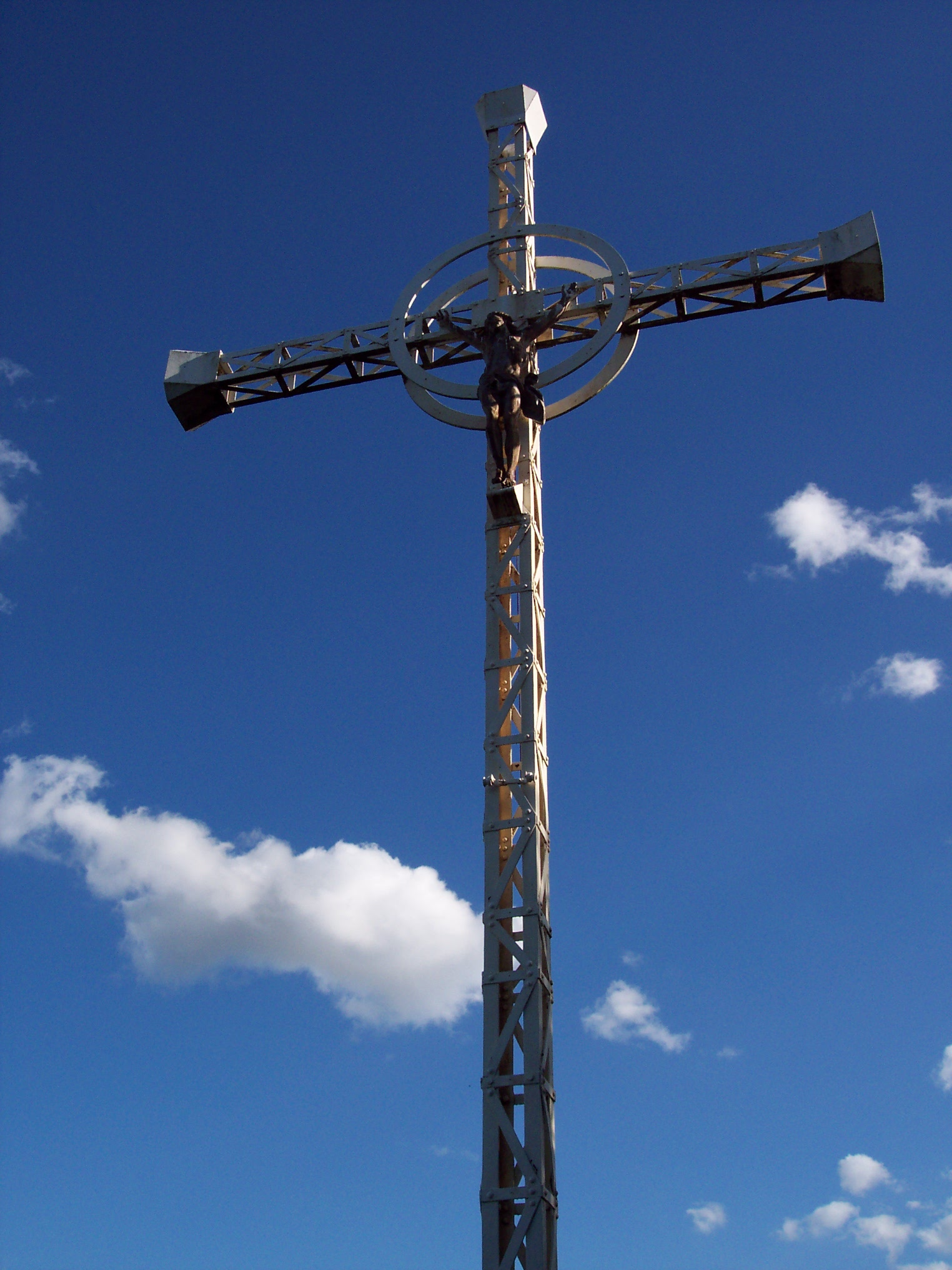
كروا دو بايل في كورني.

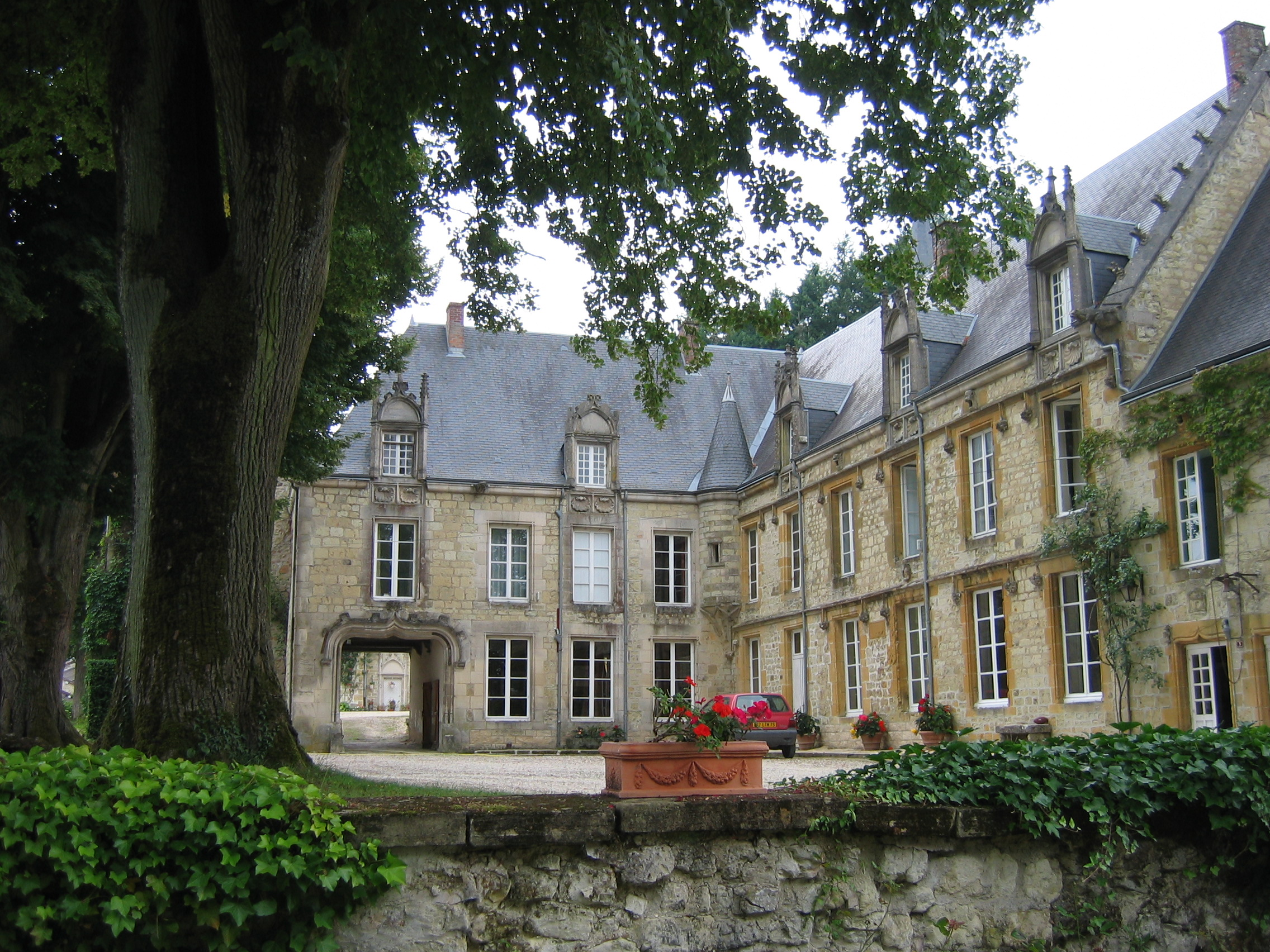
قلعة كورني.
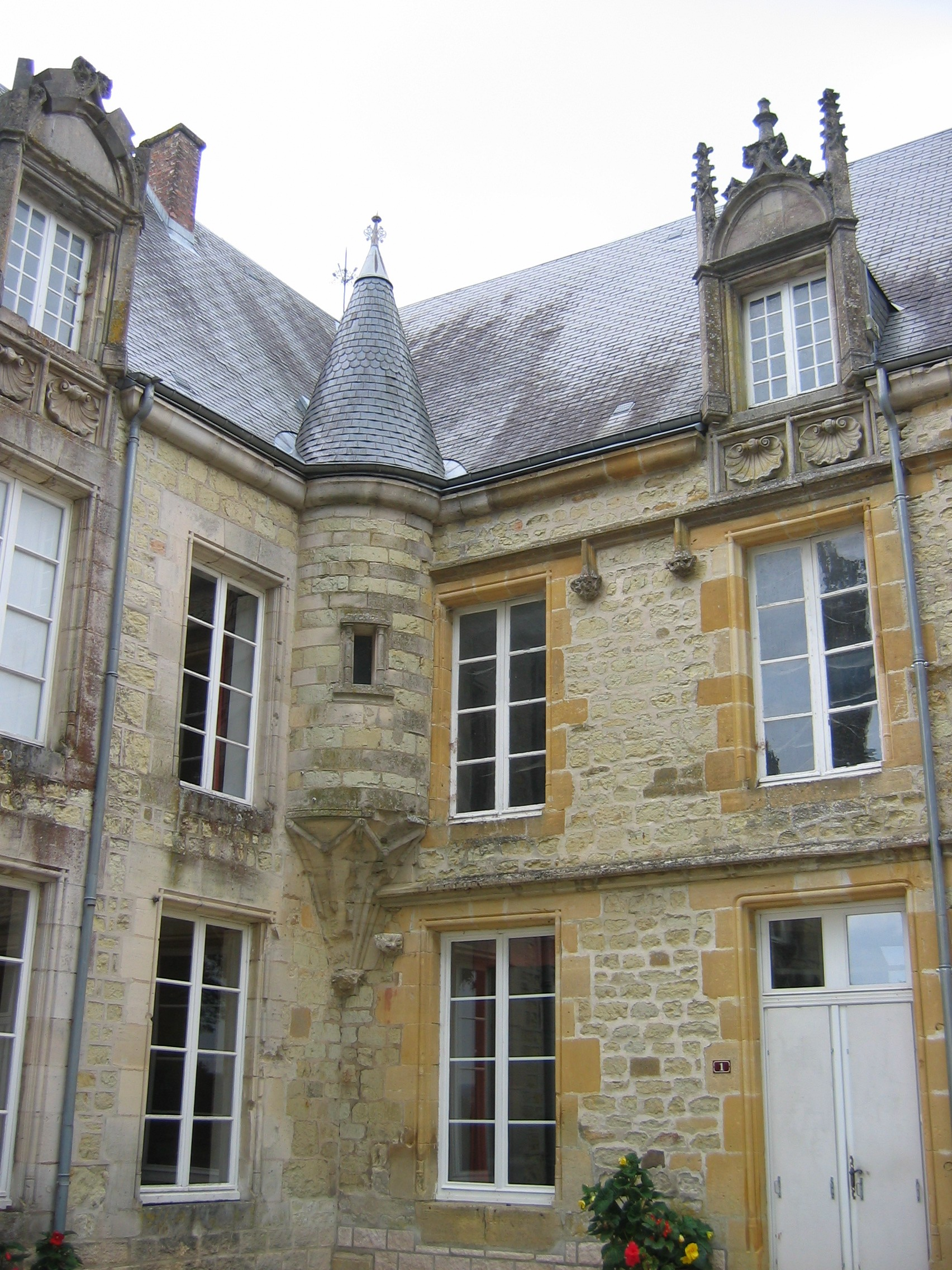
تفاصيل شاتو دو كورني.
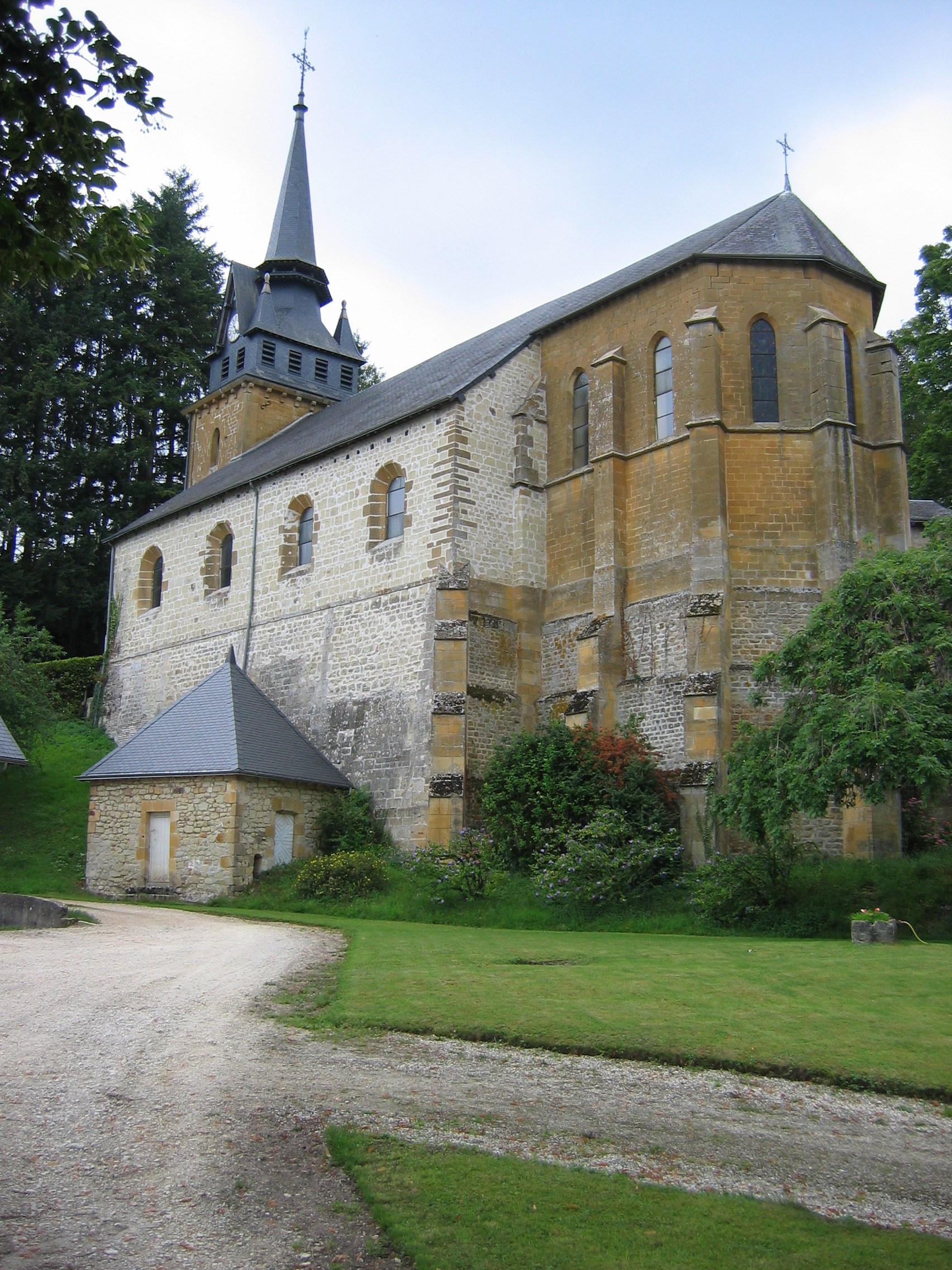
الكنيسة شوهدت من القلعة.
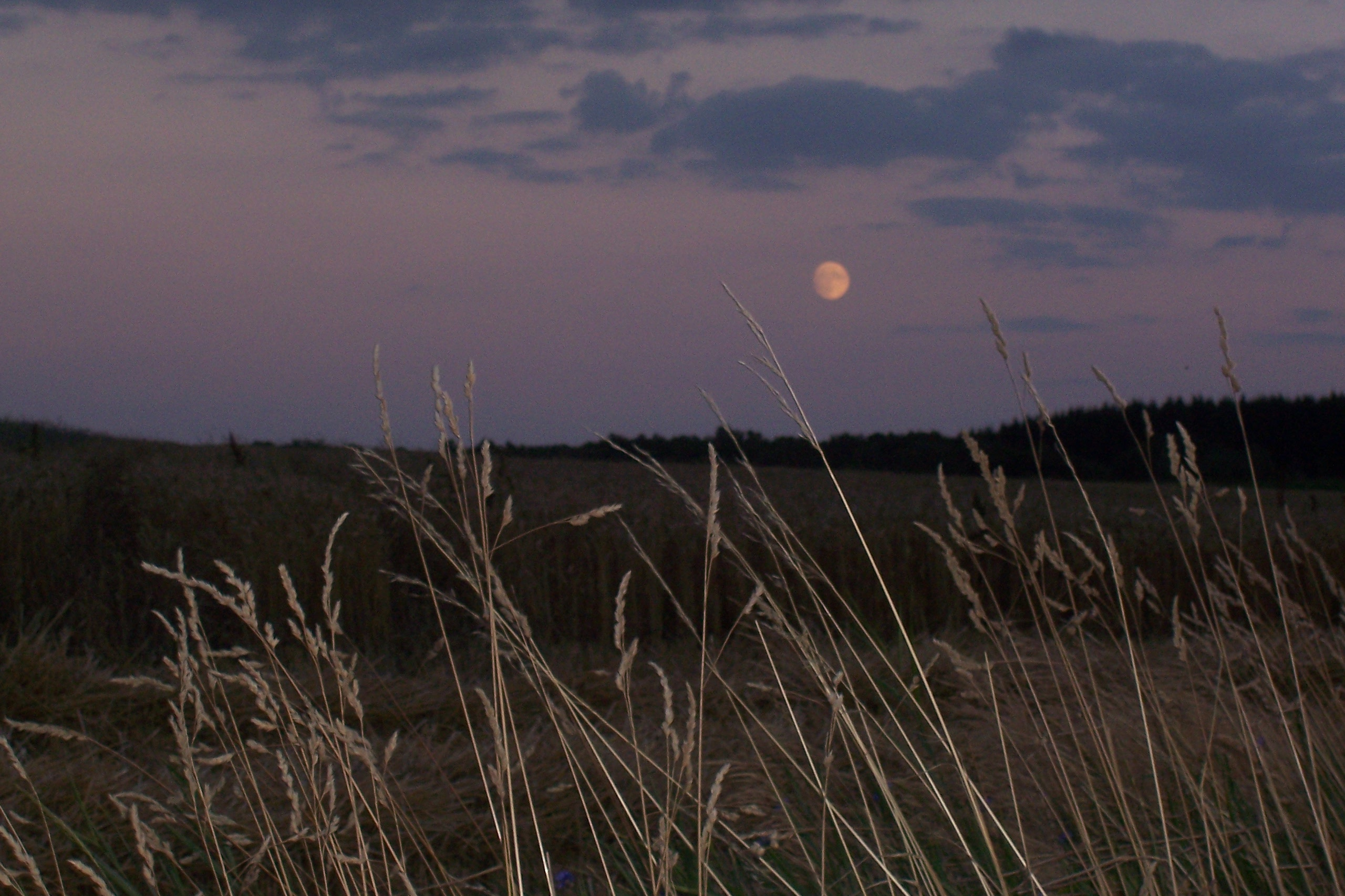
حول الكورني.